# Исландски национален фронт
Исландски национален фронт (на исландски: Íslenska þjóðfylkingin) е националистическа политическа партия в Исландия. Основана е през 2016 г. Ръководител на партията е Гудмундур Торлейфсон.